# Miroslav Blejc
Miroslav Miro Blejc bio je hrvatski prvak u motokrosu iz Karlovca. Slovenskog je podrijetla. Po struci je bio stolar. 
Blejc je bio prvak Hrvatske 1961. godine.